# Майкъл Редхил
Майкъл Редхил (на английски: Michael Redhill) е канадски поет, драматург, сценарист и писател, автор на произведения в жанровете поезия, драма и съвременен роман. Пише криминални романи под псевдонима Ингър Аш Улф (на английски: Inger Ash Wolfe).

## Биография и творчество
Майкъл Редхил е роден на 12 юни 1966 г. в Балтимор, Мериленд, САЩ. Израства в Торонто, Онтарио. Една година учи в университета на Индиана, след което се завръща в Канада и учи в Йоркския университет и университета на Торонто, получавайки бакалавърска степен по изкуства и английски език.
В периода 1986 – 1990 г. работи като съосновател и главен редактор на списание „Як“ в Торонто. В периода 1993 – 1996 г. е член на редакционната колегия на Coach House Press. От 1998 г. до 2009 г. е издател на литературното списание „Брик“.
Пише поезия от 80-те години, публикувайки в различни общи сборници. За стиховете си получава различни награди – награда „Кайслър“ през 1985 г., първа награда на национален конкурс през 1988 г. и награда „Норма Епщайн“ през 1990 г. Първият му самостоятелен поетичен сборник Impromptu feats of balance е публикуван през 1990 г., за който получава награда „Прат“.
През 2001 г. е издадена пиесата му „Изграждане на Йерусалим“, която представя среща между Карл Пиърсън, Августа Стоу-Гюлен, Аделайд Худлис и Сила Тертиус Ранд на Нова година точно преди XX век. Пиесата е удостоена с Канадската награда „Чалмърс“ и наградата „Дора Мавор Мур“ за най-добра нова пиеса. Втората му пиеса „Доброта“ от 2005 г. печели наградата „Карол Тамбор“ за изключително личен поглед на болката и Холокоста.
През 2001 г. е публикуван първият му роман „Мартин Слоун“. Той също получава много номинации за най-добър първи роман и Наградата на писателите. Вторият му роман „Утеха“ от 2006 г. също получава награди.
През 2008 г. е издаден романът му „Лечителят“ от криминалната поредица „Случаите на Хейзъл Микалеф“ под псевдонима Ингър Аш Улф. Инспекторката Хейзъл Микалеф помага на местната полиция в откриването на сериен убиец, чиито жертви са болни хора. Но с напредването на разследването самата тя е застрашена. Книгата става бестселър и предизвиква широки дебати за откриване на истинския автор. През 2014 г. романът е екранизиран в едноименния филм с участието на Сюзън Сарандън, Гил Белоус, Доналд Съдърланд и Елън Бърстин.
Майкъл Редхил живее със семейството си в Торонто.

## Произведения

### Като Майкъл Редхил

#### Самостоятелни романи
- Martin Sloane (2001)
- Consolation (2006)
- Saving Houdini (2015)
- Bellevue Square (2017) – награда „Гилър““

#### Пиеси
- Building Jerusalem (2001)
- Goodness (2005)

#### Новели
- Red Hand (2012)

#### Сборници
- Impromptu feats of balance (1990) – поезия
- Lake Nora Arms (1993) – поезия
- Asphodel (1997) – поезия
- Light-Crossing (2002) – поезия
- Fidelity (2003)
- The Griffin Poetry Prize Anthology 2009 (2009) – поезия

#### Документалистика
- Lost Classics (2000) – с Майкъл Ондаат, Еста Спалдинг и Линда Спалдинг

### Като Ингър Аш Улф

#### Серия „Случаите на Хейзъл Микалеф“ (Hazel Micallef Mystery)
1. The Calling (2008)
Лечителят, изд.: ИК „Бард“, София (2012), прев. Анна Христова
2. The Taken (2009)
3. A Door in the River (2012)
4. The Night Bell (2015)

### Екранизации
- 2014 Призванието, The Calling